# Tepic
Tepicⓘ – miasto w zachodnim Meksyku, na przedgórzu Sierra Madre Zachodnia, nad rzeką Mololoa, stolica stanu Nayarit. Leży przy linii kolejowej i drodze Guadalajara-Nogales, w odległości około 225 km od Guadalajary. W 2005 roku liczyło około 207 tys. mieszkańców.
Nazwa pochodzi z języka nahuatl od słów “tetl” (skała) i “picqui” (masywna rzecz), oznaczająca Miejsce gdzie są masywne skały. Głównymi grupami etnicznymi są Huiczole, Cora, Tepehuán i potomkowie Azteków posługujący się językiem nahuatl.
W mieście rozwinął się przemysł cukrowniczy, tytoniowy, mleczarski, włókienniczy oraz skórzany.